# أليخاندرو لوبيز (لاعب كرة قدم مواليد 1993)
اليخاندرو لوبيز (بالإسبانية: Alejandro López de Groot) (18 سبتمبر 1993 في إسبانيا - ) هو لاعب كرة قدم إسباني في مركز الهجوم. لعب مع ريال مايوركا وفالنسيا ميستايا ونادي ريوس ديبورتيو.

## وصلات خارجية
- أليخاندرو لوبيز على موقع قاعدة بيانات كرة القدم.إي يو (الإنجليزية)
- أليخاندرو لوبيز على موقع Soccerway.com (الإنجليزية)
- أليخاندرو لوبيز على موقع عالم كرة القدم.نت (الإنجليزية)
- أليخاندرو لوبيز على موقع AS.com (الإسبانية)